# Olympique de Béja (basket-ball)
L'Olympique de Béja (arabe : الأولمبي الباجي) ou OB est un ancien club tunisien de basket-ball fondé à Béja en 1929.

## Palmarès
| National                                                  |
| --------------------------------------------------------- |
| - Championnat de Tunisie féminin (1) : - Vainqueur : 1967 |

## Anciens joueurs
- Noureddine Taboubi
- Béchir Ben Koussa
- Taher Hammami